# Comuna Ruseștii Noi, Ialoveni
Comuna Ruseștii Noi este o comună din raionul Ialoveni, Republica Moldova. Este formată din satele Ruseștii Noi (sat-reședință) și Ruseștii Vechi.

## Demografie
Conform datelor recensământului din 2014, comuna are o populație de 5.449 de locuitori. La recensământul din 2004 erau 5.379 de locuitori.

## Administrație și politică
Componența Consiliului local Ruseștii Noi (13 consilieri), ales la 5 noiembrie 2023, este următoarea:
|  | Partid                                        | Consilieri | Componență | Componență | Componență | Componență | Componență | Componență | Componență |
|  | --------------------------------------------- | ---------- | ---------- | ---------- | ---------- | ---------- | ---------- | ---------- | ---------- |
|  | Partidul Democrația Acasă                     | 7          |            |            |            |            |            |            |            |
|  | Partidul Acțiune și Solidaritate              | 4          |            |            |            |            |            |            |            |
|  | Partidul Dezvoltării și Consolidării Moldovei | 2          |            |            |            |            |            |            |            |